# Hefbrug Waddinxveen
Hefbrug Waddinxveen is een hefbrug over de Gouwe in de plaats Waddinxveen. De brug is met bijbehorend brugwachtershuisje een rijksmonument. De brug is gebouwd in 1935-1936 door de N.V. De Vries Robbé & Co. uit Gorinchem en werd geopend op
8 juli 1936. De brug wordt sinds 1 september 2012 op afstand bediend door Brugbedieningscentrum Steekterpoort in Alphen aan den Rijn.

## Geschiedenis
Begin jaren 30 van de twintigste eeuw werd besloten om de vaarweg tussen Amsterdam en Rotterdam te verbeteren, zodat deze geschikt zou zijn voor vaartuigen tot 2000 ton.
Hiervoor moesten onder meer bij Waddinxveen en Boskoop de vernauwingen in de Gouwe worden weggenomen en nieuwe bruggen worden gebouwd.
Er werd gekozen voor stalen hefbruggen met een doorvaartbreedte van ruim 25 meter.
De keuze voor stalen hefbruggen was mede te danken aan de slechte economische situatie in de jaren na 1930, toen de staalprijzen tot een minimum waren gedaald en er veel werkeloosheid was. De staalconstructie kostte in die tijd niet veel geld en de werkeloosheid droeg er verder toe bij, dat de arbeidskosten zo laag mogelijk konden worden gehouden.
De bouw van de twee bruggen werd aanbesteed en gegund aan de N.V. De Vries Robbé & Co. uit Gorinchem, die met een inschrijving van ƒ 96.745 (ƒ 48.372,50 per brug) de laagste inschrijver was.
Op 6 juni 1936 werd het 100 ton wegende hefgedeelte tussen de inmiddels gebouwde heftorens geplaatst. Op 8 juli 1936 werd de brug onder grote publieke belangstelling geopend.

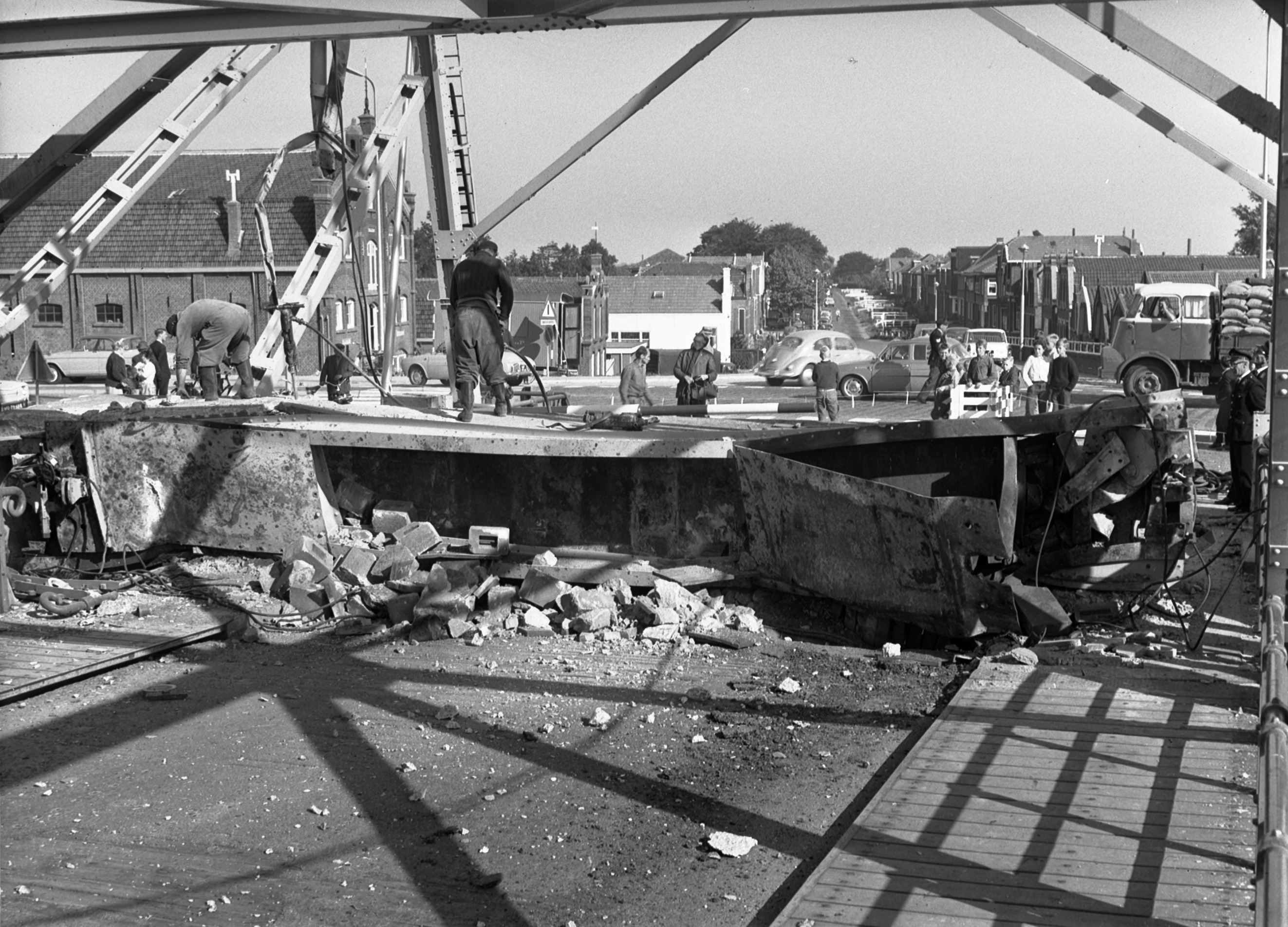
Schade aan de hefbrug; 60 ton wegend contragewicht valt naar beneden (1964)

Op 23 september 1964 rond 7:15 uur viel een 60 ton wegend contragewicht uit de oostelijke heftoren 40 meter naar beneden op het brugdek.
Er raakte niemand gewond door de rondvliegende brokstukken, maar de schade aan de heftoren en het brugdek was enorm.
Het ongeval werd veroorzaakt door het afbreken van de ophangpunten. Voetgangers konden de Gouwe per schuit passeren.
Drie maanden later op 24 december 1964 kon de hefbrug weer in gebruik worden genomen.
Op 15 december 1999 is de hefbrug met het bijbehorende brugwachtershuisje op de monumentenlijst geplaatst, omdat de brug van algemeen belang was vanwege de cultuurhistorische waarde.
De provincie Zuid-Holland had daarbij wel geconstateerd dat de brug in een technisch slechte staat was.
Om die reden is ook een plan gemaakt voor groot onderhoud en renovatie.
Op 9 juni 2011 zakte het geheven deel, het val, door een combinatie van een stroomstoring en een foutieve handeling 30 meter naar beneden.
Doordat het brugdeel vrijwel in evenwicht is met de contragewichten, was de daalsnelheid beperkt.
Dit voorkwam niet dat het val met een klap tot stilstand kwam en de contragewichten als het ware werden gelanceerd. Het ophangsysteem raakte hierdoor zwaar beschadigd en moest worden gerepareerd. Verder moest de koppeling tussen de motor en kabeltrommel vervangen worden.
Voor het scheepvaartverkeer was de stremming die hiervan het gevolg was, een grote schadepost.
Twee maanden later op 5 augustus 2011 zakte het val opnieuw naar beneden.
Naar aanleiding daarvan zijn het aandrijvingsmechanisme en de elektromotor vervangen.
In 2012 werd volgens plan groot onderhoud en renovatie uitgevoerd, waarvoor de provincie Zuid-Holland samen met de gemeente Waddinxveen 7,4 miljoen euro hadden uitgetrokken.
De brug was gedurende vijf maanden afgesloten voor het wegverkeer. Voor fietsers en voetgangers was een pontveer beschikbaar. Het scheepvaartverkeer kon in die periode de brug ongehinderd passeren.
Op 1 september 2012 werd de brug officieel door gemeentelijke en provinciale autoriteiten heropend. Volgens de provincie kan de brug weer vijftien jaar mee.
Sinds 1 september 2012 wordt de brug op afstand bediend door door brugbedieningscentrum Steekterpoort in Alphen aan den Rijn.
Op 21 april 2015 vond een aanvaring plaats door een duwboot met ponton, die voorzien was van spudpalen.
De achterste spudpaal ramde de brug en kwam klem te zitten onder het val. Een wachtende fietser raakte licht gewond door vallende bouten en klinkers. De schade aan de brug was groot.
De provincie Zuid-Holland heeft zelfs overwogen om de hefbrug te slopen en er een nieuwe brug voor in de plaats te zetten.
Toen echter na onderzoek duidelijk werd dat de brug ook gerepareerd kon worden, heeft men voor herstel en behoud van het rijksmonument gekozen.
Het herstel van de brug duurde 7 maanden en kostte bijna 2 miljoen euro. Het wegverkeer werd in die periode omgeleid. Fietsers en voetgangers konden de Gouwe passeren via een pontje.
De aanvaring werd veroorzaakt doordat de schipper er ten onrechte van uitging dat de hefhoogte 15 meter was. In werkelijkheid was deze 12 meter, wat ook aangegeven stond op de matrixborden.
Op 7 november 2023 werd de brug weer geramd door een schip. Hierdoor was enige tijd geen scheepvaartverkeer mogelijk. Ook het wegverkeer ondervond hinder. Na reparatie was de brug op 17 november 2023 weer volledig operationeel.

## Renovatie
Bij de renovatie in 2012 zijn de volgende werkzaamheden uitgevoerd:
- Het hefgedeelte is tijdelijk verplaatst naar de werf van Hollandia te Krimpen aan den IJssel. Aan weerszijden van het hefgedeelte zijn voetpaden aangebracht. Daarna is het hefgedeelte gestraald en, om het tegen roest te beschermen, voorzien van een coating en een nieuwe verflaag. Op de hoofdrijbaan is ruimte gemaakt voor fietsstroken.
- De heftorens zijn verstevigd vanwege het hogere gewicht van het hefgedeelte en de contragewichten. De torens zijn daarna ingepakt en net als het hefgedeelte gestraald en voorzien van een coating en een nieuwe verflaag.
- De westelijke aanbrug (Kerkweg Oost) dateerde nog van de bouw en was in een slechte staat. Deze was door betonrot verzakt en kon de huidige verkeersbelasting slecht verwerken. De aanbrug is geheel afgebroken en opnieuw opgebouwd. De landhoofden zijn verbreed.
- De technische installatie is vervangen.
- De brug is ingericht om op afstand te kunnen worden bediend. Er zijn matrixborden aangebracht, waarop de hefhoogte afgelezen kan worden.

## Hefhoogte

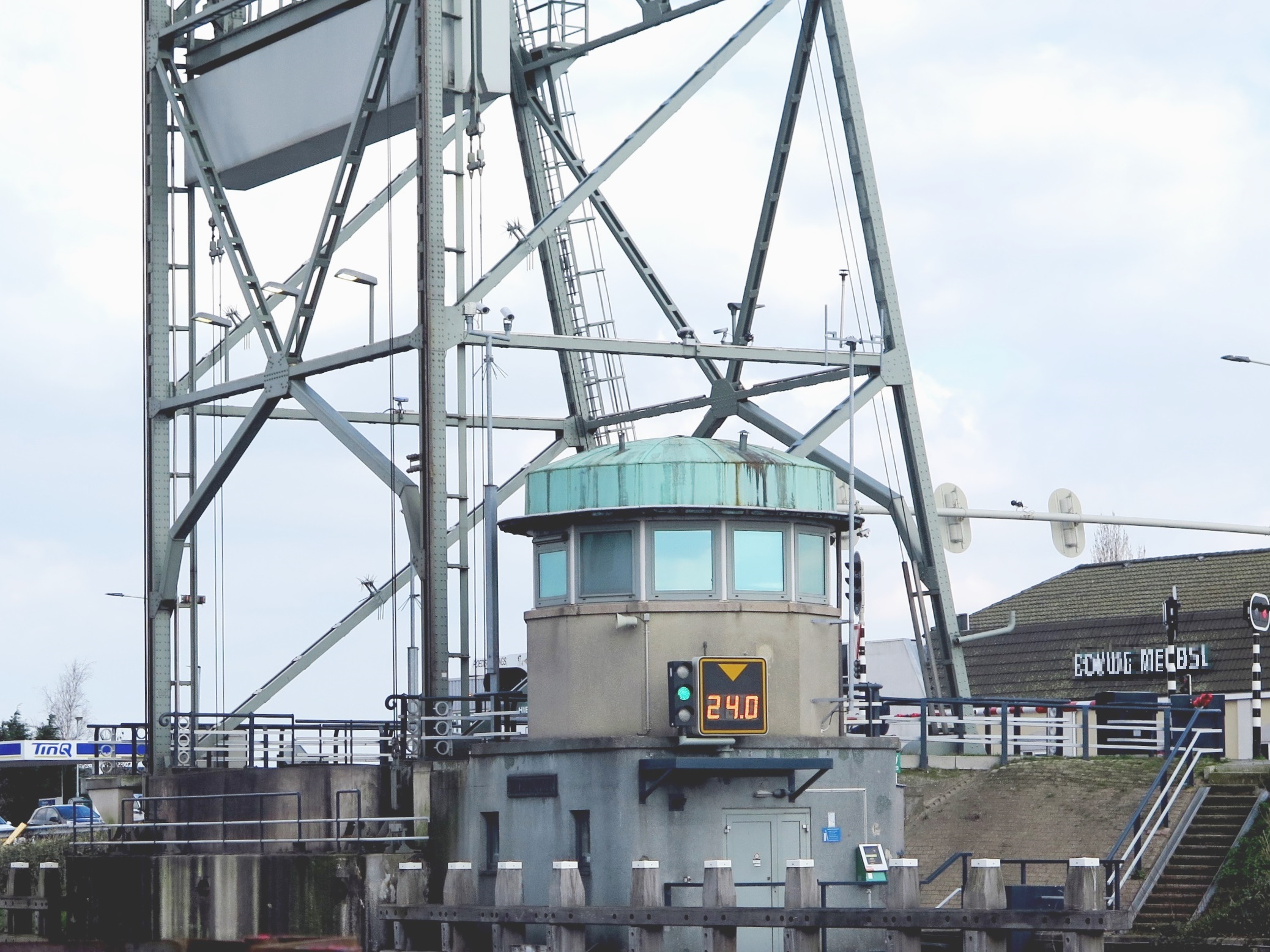
Brugwachtershuisje en matrixbord met de hefhoogte

Als de brug geopend moet worden, maakt de bediener op afstand een keuze uit een van de volgende hefhoogten: 12, 24 en 34 meter. De keuze is afhankelijk van de scheepvaart dat de brug wil passeren. De standaard hefhoogte is 24 meter. De bediener kan de afweging maken deze te verlagen naar 12 meter als het zeker is dat dit mogelijk is. In ongeveer 50% van de passages is de hefhoogte van 12 meter voldoende.
Bij een konvooi wordt vanwege de onvoorspelbaarheid altijd voor de standaardhoogte gekozen.
Is de standaard hefhoogte van 24 meter niet toereikend, dan kiest de bediener voor 34 meter. Dat is in ongeveer 5% van de passages het geval. Deze hefhoogte is altijd toereikend, omdat 30 meter de maximaal toegestane doorvaarthoogte voor schepen over de Gouwe is.
Omdat de brug op afstand wordt bediend, is om veiligheidsredenen gekozen voor een beperkt aantal mogelijke hefhoogten. Het levert tijdwinst op en verkort het wachten voor het landverkeer, als de brug niet hoger wordt geheven dan noodzakelijk is. Toch zit het verschil vooral in de beleving: iemand die staat te wachten ziet een veel hogere brugopening dan nodig is. Het heffen naar een grote hoogte voor één klein schip kan irritatie opwekken bij landverkeer. Anderzijds is dit gewoongoed bij alle andere beweegbare bruggen, welke ook geheel open gaan voor elk schip.

### Bewegingstijd per hefhoogte
Hieronder zijn de totale bewegingstijden bij corresponderende hefhoogte aangegeven.

Niet meegerekend is de tijd voor afsluiten en vrijgeven van/voor wegverkeer en de doorvaart van het schip.

De snelheid van het beweegbare deel bij heffen en zakken is 0,28 m/s.
| hefhoogte (m) | tijd heffen (s) | tijd zakken (s) | totale tijd beweging (s) | totale tijd beweging (m:s) |
| ------------- | --------------- | --------------- | ------------------------ | -------------------------- |
| 12 m          | 60              | 70              | 130                      | 2:10                       |
| 24 m          | 105             | 115             | 220                      | 3:40                       |
| 34 m          | 143             | 153             | 316                      | 5:16                       |

## Cultureel erfgoed
De hefbrug is als cultureel erfgoed in 1999 op de monumentenlijst geplaatst, omdat de brug van algemeen belang is door zijn grote architectuur- en cultuurhistorische waarde. De brug herinnert aan de infrastructurele ontwikkeling rond de verbreding en kanalisering van de Gouwe en is een representatief voorbeeld van een stalen hefbrug uit het midden van de jaren 30 van de twintigste eeuw. De brug is uniek in zijn soort, is gaaf gebleven en heeft een hoge zeldzaamheidswaarde als een van de weinig bewaard gebleven hefbruggen.
De hefbrug is ook in stedenbouwkundig opzicht van belang. De brug vormt met de hefbruggen in Boskoop en Alphen aan den Rijn een uniek ensemble in Nederland met hoge stedenbouwkundige waarde.
De brug is uitzonderlijk beeldbepalend en vormt door de heftorens van meer dan dertig meter hoogte een indrukwekkend silhouet in het landschap.
De brug is van grote iconische waarde voor Waddinxveen.

## Sloop dreigde voor hefbrug
Het vervangen van de hefbrug was een van de maatregelen die geselecteerd waren voor het programma Beter Bereikbaar Gouwe om de groeiende verkeersoverlast in de regio te verminderen.
Er was echter weinig draagvlak voor de vervanging van de monumentale hefbrug. De monumentenvereniging het Cuypersgenootschap en de Erfgoedvereniging Bond Heemschut vonden dat de brug een ‘beeldbepalend rijksmonument’ was die behouden moest blijven. In 2021 is besloten om van vervanging af te zien.
In 2040 is de hefbrug ruim 100 jaar oud en aan het einde van zijn levensduur.
In een rapport van de provincie Zuid-Holland is vastgelegd dat de hefbrug Waddinxveen dan vervangen moet worden, evenals de hefbruggen in Boskoop en
Alphen aan den Rijn die ongeveer net zo oud zijn.

## Trivia
- Op de leuning van het val staat: "waddinxveensche brug anno domini1936"
- De bouwtekeningen van de brug werden bewaard in Rotterdam, maar ze zouden in mei 1940 alle verloren zijn gegaan tijdens het bombardement. In 2016 verkreeg het Historisch Genootschap Waddinxveen aan stapel ontwerptekeningen uit 1934 van de hefbrug. Het verhaal gaat dat het Historisch Genootschap Waddinxveen de enige nog bestaande ontwerptekeningen van de hefbrug in bezit heeft.[23]
- De gemeente Waddinxveen eert personen die bijzondere verdiensten hebben verricht voor de Waddinxveense samenleving met het vergulde Hefje.[24]

## Fotogalerij

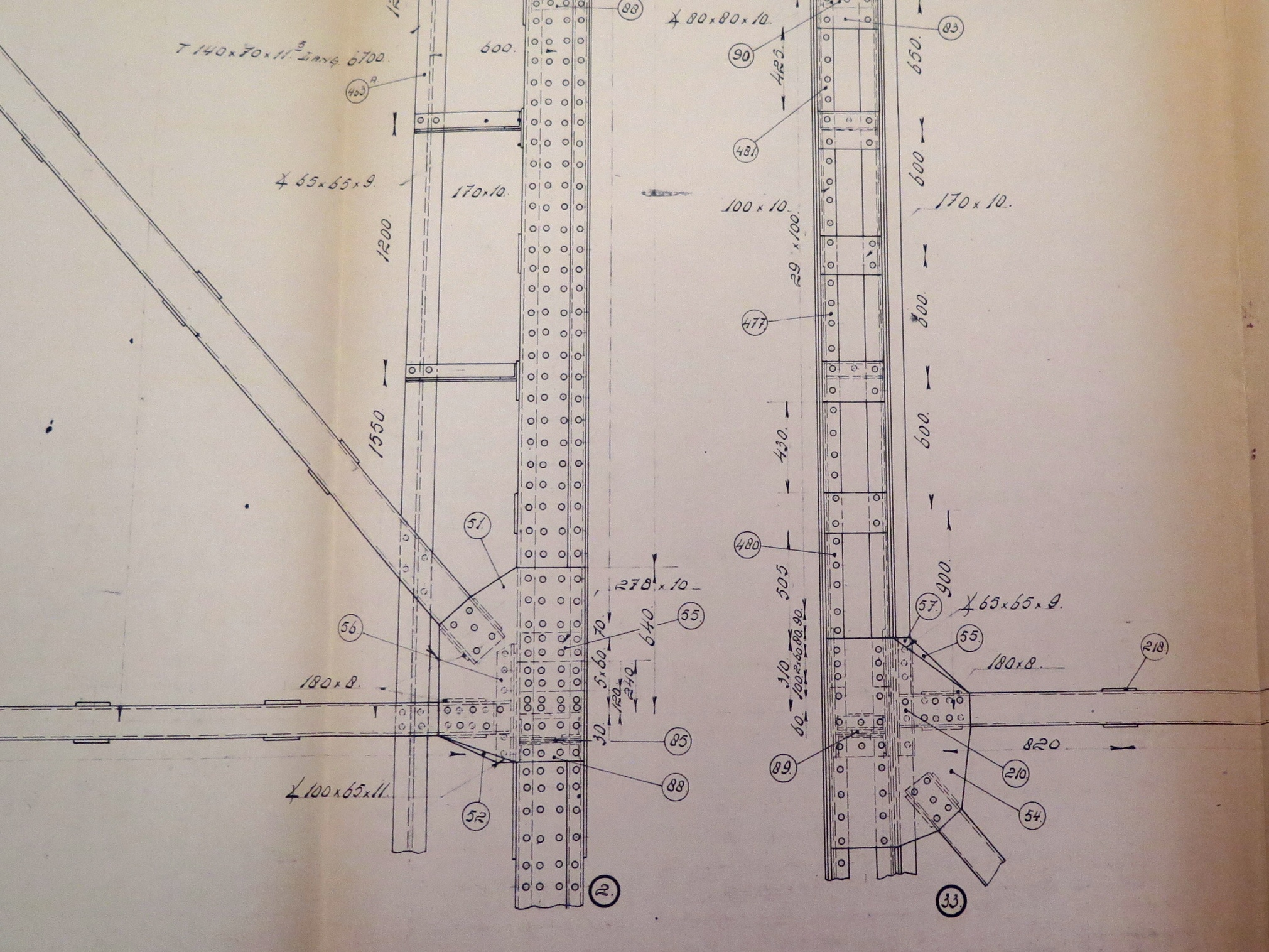
Fragment ontwerptekening
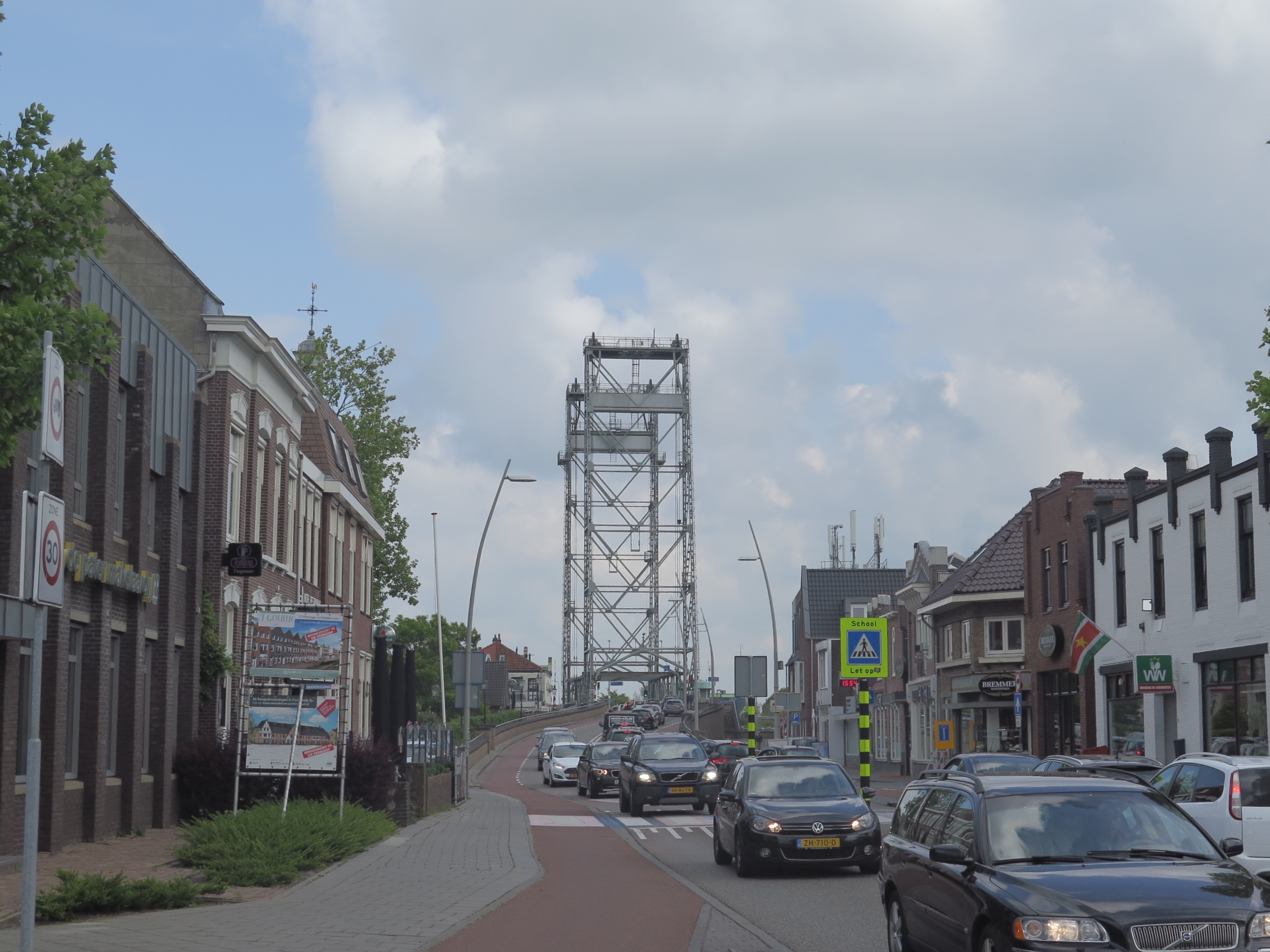
Hefbrug gezien vanaf Kerkweg-Oost
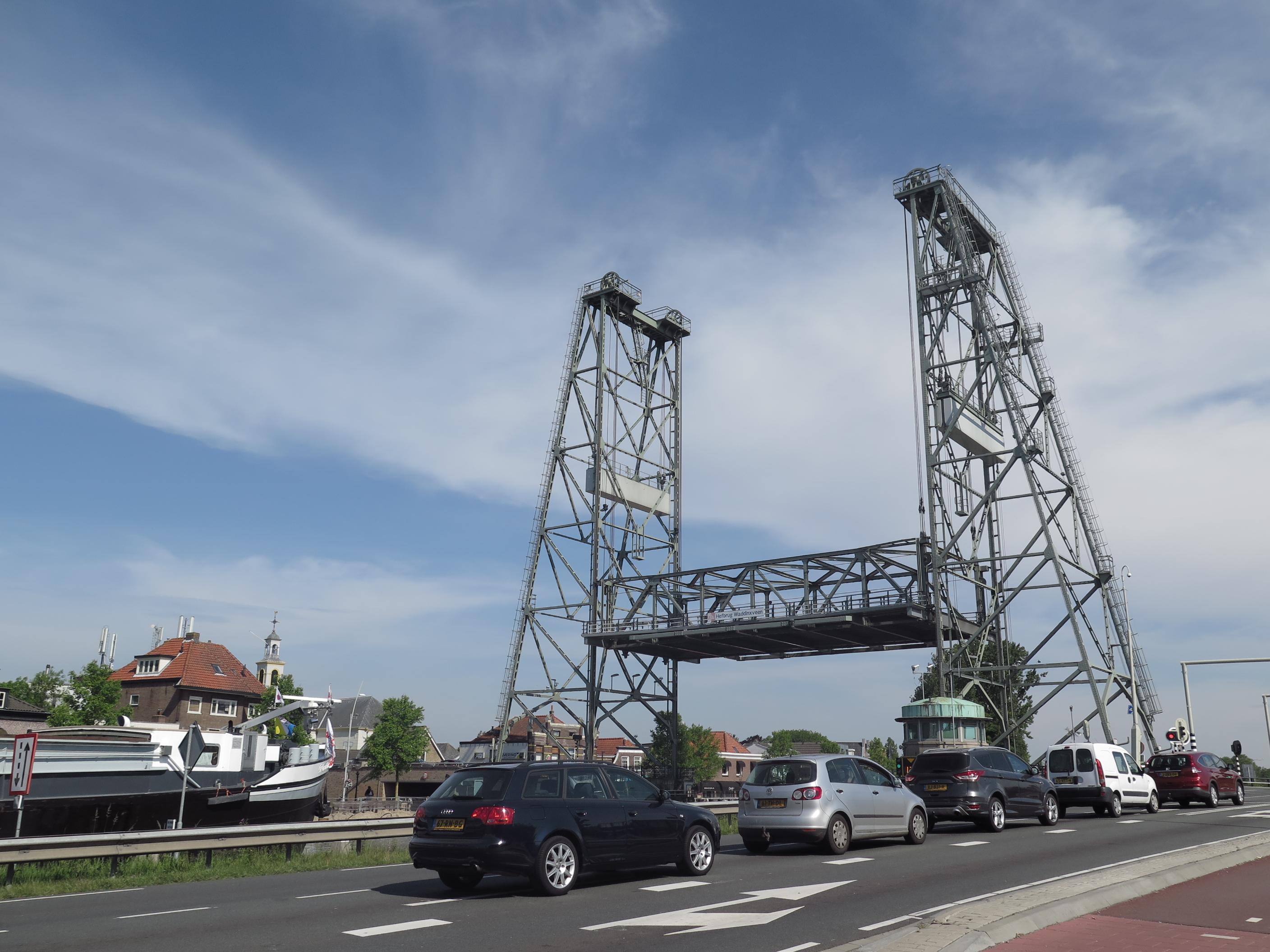
Hefbrug geheven tot 12 meter, gezien vanaf de Henegouwerweg
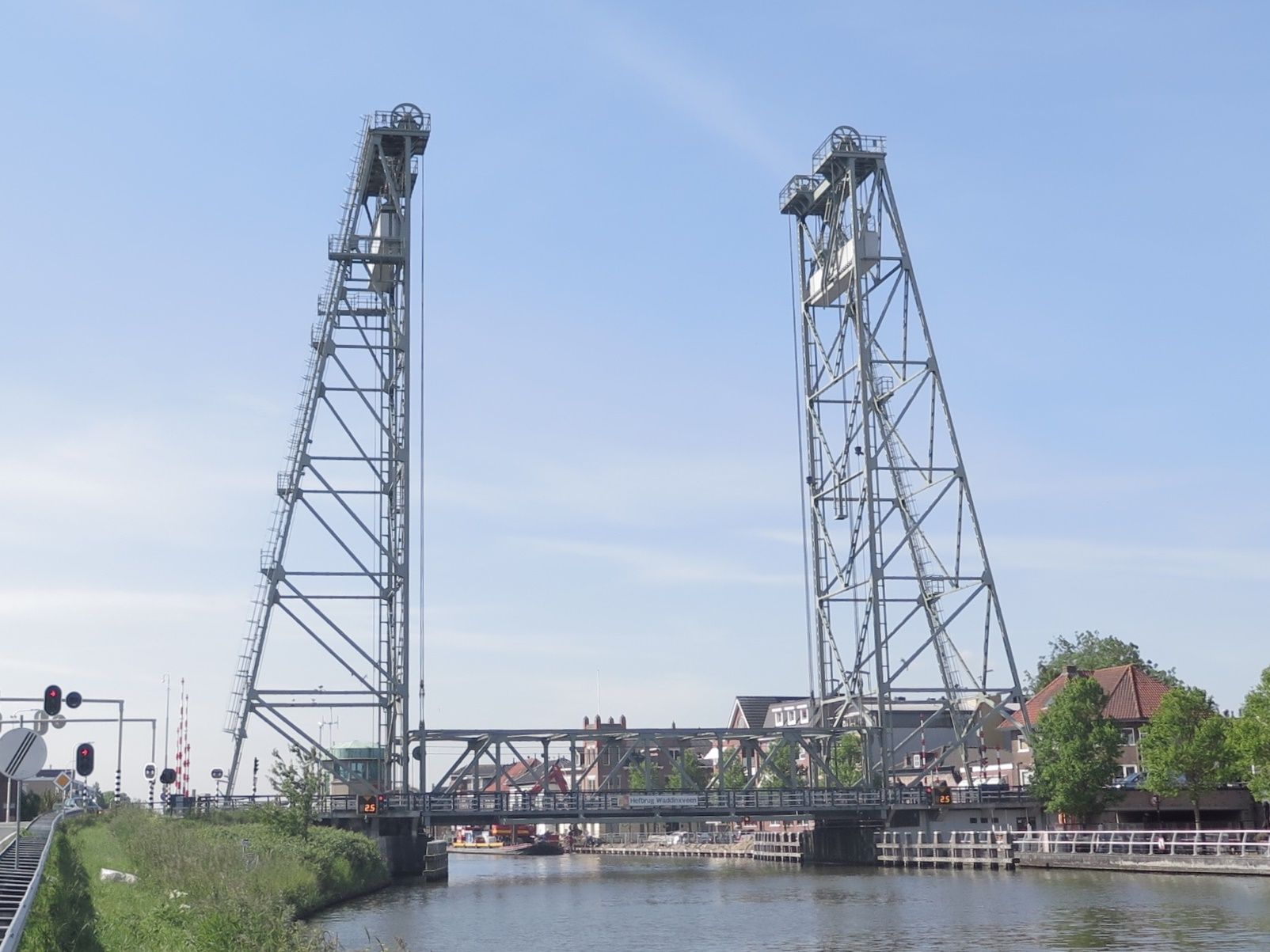
Hefbrug gezien vanaf de Henegouwerweg ten noorden van de brug
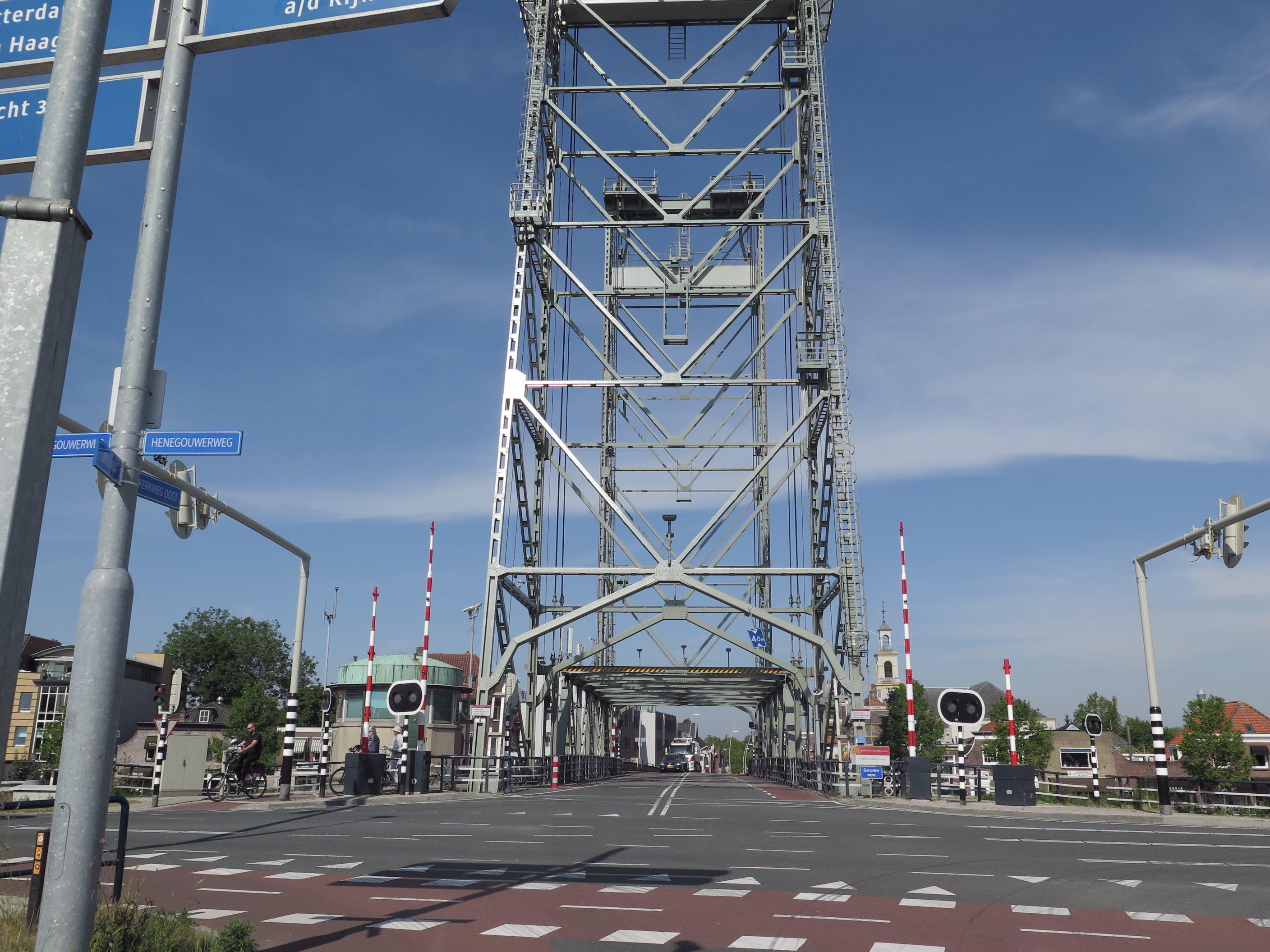
Hefbrug gezien vanaf de Brugweg